# Avenida Santa Rosa (Callao)
La avenida Santa Rosa, Ruta Nacional PE-20 I, es una de las principales avenidas de la ciudad del Callao, en el Perú. Se extiende de norte a sur en los distritos de Callao, Bellavista y La Perla a lo largo de más de veinte cuadras. Tras el proyecto de ampliación del Aeropuerto Internacional Jorge Chávez, la avenida Santa Rosa, fue declarada por el Gobierno Central, como ruta nacional (debido a la vía expresa que contendrá) y parte del Eje Transversal PE-20, como la Ruta Nacional PE-20 I.

## Recorrido
Se inicia en la avenida Morales Duárez. Recorre los distritos de Callao, Bellavista y La Perla. Termina en la Avenida Costanera, dando un pase a la Autopista de la Costa Verde. En un tramo del Callao, la avenida toma el nombre de Avenida Juan Pablo II.

## Ampliación delAeropuerto Internacional Jorge Chávezy futura Vía Expresa
Tras la ampliación del aeropuerto, prevista para 2025, las avenidas Santa Rosa, Néstor Gambetta y Morales Duaréz (junto con Línea Amarilla) serán las nuevas vías de acceso al nuevo terminal del Aeropuerto, junto a la Avenida Tomás Valle y Elmer Faucett que son las actuales.
La conexión contempla la construcción de un puente sobre el río Rímac (Puente Santa Rosa - Callao). Comenzaría en un óvalo con la Avenida Morales Duaréz en Gambetta Baja. Esta vía será ampliada entre el Ferrocarril Central y la Avenida Argentina, y será construida una vía expresa aérea o viaducto que conducirá al Circuito de Playas de la Costa Verde, que se dirige solo a los distritos de alta oferta Hotelera y turística (como Miraflores, San Isidro, Barranco, Surco) y también transportará a quienes se dirijan a los distritos del Cono Sur. La vía sería (por el momento) la única vía de ingreso a la nueva terminal del Aeropuerto Jorge Chávez, según la ordenanza del Ministerio de Transportes y Comunicaciones, que además sería considerada la "nueva puerta de entrada al Perú" por ser la única vía considerada, la vía expresa tiene como fin dirigirse a la Costa Verde desde el puente Santa Rosa, dando una nueva experiencia al viajero, donde se velará por la rapidez, privacidad y seguridad a los viajeros y turistas; además que se menciona que la vía mejorará el tránsito en la Provincia del Callao y la competitividad del país. El viaducto sería inaugurado para 2027. La vía expresa será realizada mediante el convenio gobierno a gobierno, y según el Ministerio de Transportes y Comunicaciones (MTC) el proyecto será ejecutado con una inversión de 820 millones de soles. La avenida podría convertirse en la nueva vía más transitada por turistas, personalidades importantes, celebridades y más, tal como lo es la Avenida La Marina y la actual Avenida Elmer Faucett. Para el acceso a la nueva terminal, empresas privadas, así como la Autoridad de Transporte Urbano estarán dispuestos a hacer operar buses lanzadera, así como el transporte público regular que logre transitar por la vía.
Asimismo, esta vía fue uno de los planes para los Juegos Panamericanos del 2019, pero finalmente no se realizó. Esta nueva vía descongestionará las avenidas Faucett, La Marina y Tomás Valle. Además, Provías Nacional señala que el proyecto contempla la construcción de una vía expresa elevada de casi 4 km, que conectará la Costa Verde con el nuevo terminal del Aeropuerto Internacional Jorge Chávez, el mismo que demandará la atención de más de 35 millones de pasajeros y beneficiaría a 2 millones de personas. Por otra parte, un grupo de vecinos y autoridades de la zona han manifestado su oposición a esta obra. El proyecto tiene fecha de inicio prevista para fines de 2024 y estaría terminada en 2027.